# Logika CTL*
Logika CTL*  – jedna z logik temporalnych. Jest oparta na rozgałęzionej strukturze czasu (rozszerzenie logiki LTL o warianty czasu).

## Struktura czasu
Strukturą czasu w CTL* jest drzewiasta struktura {\displaystyle M=(S,R,L),} gdzie:
- {\displaystyle S} – zbiór stanów {\displaystyle S=\{s_{0},s_{1},s_{2},\dots \}}
- {\displaystyle R} – relacja między stanami (następstwo czasu) {\displaystyle \forall x\in S\ \exists y\in S:(x,y)\in R}
- {\displaystyle L} – wartościowanie (przypisanie każdemu ze stanów wyrażeń, które są prawdziwe w tym stanie)

{\displaystyle L:S\times WA\rightarrow \{0,1\},WA} – zbiór wyrażeń atomowych
- ścieżką jest w {\displaystyle M} jest każda sekwencja momentów czasu:

{\displaystyle x=(s_{0},s_{1},s_{2},\dots ):\forall i(s_{i},s_{i+1})\in R}
- {\displaystyle x_{i}} oznacza ścieżkę rozpoczynającą się w stanie {\displaystyle s_{i}{:}} {\displaystyle x_{i}=\{s_{i},s_{i+1},s_{i+2},\dots \}}

## Język
- wszystkie składniki logiki LTL,
- operatory ścieżkowe:
  - {\displaystyle A} – {\displaystyle A\alpha } dla każdej ścieżki czasu prawdziwe jest {\displaystyle \alpha }
  - {\displaystyle E} – {\displaystyle E\alpha } istnieje taka ścieżka czasu, dla której prawdziwe jest {\displaystyle \alpha } {\displaystyle (E\alpha \equiv \neg A\neg \alpha )}

## Formuły
Niech {\displaystyle WA} będzie zbiorem wyrażeń atomowych.
- każde wyrażenie {\displaystyle \alpha \in WA} jest formułą stanową
- jeśli {\displaystyle \alpha _{1}} i {\displaystyle \alpha _{2}} są formułami stanowymi, to {\displaystyle \alpha \wedge \beta } i {\displaystyle \neg \alpha } też są formułami stanowymi
- jeśli {\displaystyle \alpha _{1}} i {\displaystyle \alpha _{2}} są formułami stanowymi, to {\displaystyle \alpha U\beta } i {\displaystyle X\alpha } też są formułami stanowymi
- jeśli {\displaystyle \alpha } jest formułą ścieżkową, to {\displaystyle A\alpha } i {\displaystyle E\alpha } są formułami stanowymi
- jeśli {\displaystyle \alpha } i {\displaystyle \beta } są formułami ścieżkowymi, to {\displaystyle \alpha \wedge \beta ,} {\displaystyle \neg \alpha ,} {\displaystyle \alpha U\beta } i {\displaystyle X\alpha } też są formułami ścieżkowymi
- każda formuła stanowa jest formułą ścieżkową

Oznacza to, że każda formuła w CTL* musi zaczynać się od operatora ścieżkowego {\displaystyle A} lub {\displaystyle E}

## Prawdziwość formuł
- oznaczenia:

{\displaystyle (M,s)\models \alpha } – formuła stanowa {\displaystyle \alpha } jest prawdziwa w strukturze {\displaystyle M} w stanie {\displaystyle s}

{\displaystyle (M,x)\models \beta } – formuła ścieżkowa {\displaystyle \beta } jest prawdziwa w strukturze {\displaystyle M} na ścieżce {\displaystyle x}
- warunki prawdziwości podstawowych formuł:

{\displaystyle (M,s)\models p\Leftrightarrow p\in L(s)}

{\displaystyle (M,s)\models \alpha _{1}\wedge \alpha _{2}\Leftrightarrow (M,s)\models \alpha _{1}\wedge (M,s)\models \alpha _{2}}

{\displaystyle (M,s)\models \neg \alpha \Leftrightarrow \neg (M,s)\models \alpha }

{\displaystyle (M,s)\models E\beta \Leftrightarrow \beta } jest prawdziwe dla jakiejś ścieżki {\displaystyle x} rozpoczynającej się w stanie {\displaystyle s}

{\displaystyle (M,s)\models A\beta \Leftrightarrow \beta } jest prawdziwe dla każdej ścieżki {\displaystyle x} rozpoczynającej się w stanie {\displaystyle s}

{\displaystyle (M,x)\models \alpha \Leftrightarrow (M,s_{0})\models \alpha }

{\displaystyle (M,x)\models \beta _{1}\wedge \beta _{2}\Leftrightarrow (M,x)\models \beta _{1}\wedge (M,x)\models \beta _{2}}

{\displaystyle (M,x)\models \neg \beta \Leftrightarrow \neg (M,x)\models \beta }

{\displaystyle (M,x)\models \beta _{1}U\beta _{2}\Leftrightarrow \exists _{k\geq 0}((M,x_{k})\models \beta _{2}\wedge \forall j:(0\leq j<k)\quad (M,x_{j})\models \beta _{1})}

{\displaystyle (M,x)\models X\beta \Leftrightarrow (M,x_{1})\models \beta }